# Смядовска луканка
Смядовска луканка е традиционен български сурово-сушен пресован месен продукт. Рецептата за изготвянето ѝ е създадена в Шумен и усъвършенствана в района на град Смядово, поради което луканката днес носи името на малкото градче.

## История
Районът на Смядово е известен с производството на луканки още в периода на османското владичество. Според местни легенди отначало местните приготвяли суджуците само от овче месо. Те зреели бързо и ставали много вкусни. По-късно започнали да влагат и свинско месо. През 1621 г. полският крал Сигизмунд III изпраща на дипломатическа мисия в Цариград полския поет Самуел Твардовски. За преминаването му през българското селце Смядава в своя дневник той записва:
| „ | Тук има чудесни свине и от тях правят суджуци, подобни на нашите | “ |

Възникването на смядовската луканка е свързано с полски и унгарски емигранти, които през XVIII век се установяват в Шумен. През 1890 г. полякът Леополдвид и братя Мощеви отварят тук месарска фабрика. Те приготвяли колбаси по рецепти донесени от техните земи. Във фабриката на поляците работел и смядовчанинът Коста Николов. След като натрупва опит той се връща в родното си село. През 1927 г. Коста Николов и Стоян Домусчиев основават сдружение „Смядовски глиган“. По технологията, научена от поляците и унгарците новата фирма започва да произвежда шунка, саздърма и пастърма. На основата на унгарския салам Николов създава и луканката. Тя обаче не допаднала по вкуса на местните. За да ѝ придаде пикантен вкус той добавил по 1 грам чесън на килограм кайма. Новият продукт бил наречен „Смядовска луканка“.
През 1933 г. на международното изложение в Бари, Италия „Смядовска луканка“ печели златен медал. Това осигурява на фабриката в Смядово, правото на придворен доставчик по времето на управлението на цар Борис III. През 1938 г. деликатесът придобива световна известност. Същата година един габровлия, живеещ в Бразилия и притежаващ магазини в Рио де Жанейро, изнесъл за там голямо количество от смядовските луканки. За да се съхрани за дългото пътуване я слагали в сандъци с дървена пепел.
През 1947 г. „Смядовски глиган“ е национализиран. Фабриката става цех към шуменския месокомбинат „Родопа“. Качеството на произведените луканки бързо пада, майсторите, които ги произвеждат напускат. Коста Николов, който дълги години носи и името Глигански се премества да работи в Търговище. През 1970-те предприятието е закрито. В началото на 1980-те благодарение на подкрепата на тогавашния член на Политбюро на ЦК на БКП Пенчо Кубадински цехът отново е отворен и обновен. Този период е описван и като „Златните години на Смядовската луканка“ .
През 1992 г. след като е реституирана фабриката престава да работи. Днес на пазара в България се срещат продукти с името „Смядовска луканка“ производство на различни месопреработвателни предприятия.
Заедно с още няколко типично български продукти „Смядовската луканка“ е патентована в Европейския съюз с името „Смядовска специална“.

## Приготвяне
За оригиналната рецепта на Смядовската луканка и днес се носят легенди. Една от тях гласи, че преди да напусне Смядово Коста Николов я е написал и затворил в банков сейф. И днес обаче тя не е открита.
За производството на Смядовската луканка се използва свинско и говеждо месо. Свинското месо се добива от свине Източнобалканска порода, а говеждото е от Сиво Искърско говедо или биволско.
Месото се нарязва на късове и се охлажда за да се втвърди. След това се раздробява и размесва заедно с подправките. Пълни се и се оставя за отцеждане и подсушаване. За разлика от останалите луканки смядовската преминава и процес на студено опушване при температура 16 °С – 18 °С за около 4 денонощия. След това преминават в помещения за пресоване и сушене. Пресоването се извършва до достигане на стандартната форма на продукта. Сушенето продължава 40 – 60 дена (обикновено 58).